# Peter Essick
Peter Essick ist ein US-amerikanischer Fotojournalist. Er gilt als einer der 40 einflussreichsten Naturfotografen weltweit. Essick ist vor allem durch Reportagen zu verschiedenen Umweltthemen bekannt geworden, unter anderem der globalen Erwärmung und der Umweltverschmutzung.

## Leben und Werk
Essick hat einen Bachelor der Wirtschaftswissenschaften der University of Southern California und einen Master in Fotojournalismus der University of Missouri.
Er veröffentlichte seit Ende der 1980er Jahre etwa 40 Beiträge bei National Geographic.
Seit einem Projekt über Wasserverschmutzung 1993 beschäftigte sich Essick in seinen Fotoreportagen mit verschiedenen Umweltthemen. Eine seiner bedeutendsten Reportagen befasste sich mit dem Klimawandel (2004). Seine Fotografien erschienen unter anderem in dem Film Eine unbequeme Wahrheit von Al Gore sowie in dem Buch Climate Change: Picturing the Science von Gavin Schmidt und Joshua Wolfe.
Weitere Arbeiten befassen sich mit radioaktivem Abfall, Elektronikschrott, der Erdölindustrie, Pestiziden, und der Wirkung von Umweltgiften beim Menschen (z. B. die Folgen von Agent Orange). Ein weiterer Schwerpunkt von Essick ist die Landschaftsfotografie.
Essick wurde vor allem durch die Arbeit von Ansel Adams inspiriert, dem er einen Bildband gewidmet hat. Weitere Vorbilder sind Eliot Porter, Robert Adams und Eugène Atget, sowie John Muir und Terry Tempest Williams.
Essick lebt mit seiner Frau Jackie und seinem Sohn Jalen in Atlanta.

## Veröffentlichungen
- Our Beautiful, Fragile World: The Nature and Environmental Photographs of Peter Essick, Rocky Nook, 12. Dezember 2013, ISBN 978-1937538347.
- The Ansel Adams Wilderness, National Geographic, voraussichtliches Erscheinungsdatum: 15. April 2014, ISBN 978-1426213298.